# Etixx-Quick Step/Saison 2016
Diese Liste beschreibt die Mannschaft und die Erfolge des Radsportteams Etixx-Quick Step in der Saison 2016.

## Erfolge in der UCI WorldTour
Bei den Rennen der UCI WorldTour im Jahr 2016 gelangen dem Team nachstehende Erfolge.
| Datum             | Rennen                         | Sieger              |
| ----------------- | ------------------------------ | ------------------- |
| 10. März          | 2. Etappe Tirreno-Adriatico    | Zdeněk Štybar       |
| 11. März          | 3. Etappe Tirreno-Adriatico    | Fernando Gaviria    |
| 23. März          | 3. Etappe Katalonien-Rundfahrt | Daniel Martin       |
| 27. April         | 1. Etappe Tour de Romandie     | Marcel Kittel       |
| 7. Mai            | 2. Etappe Giro d’Italia        | Marcel Kittel       |
| 8. Mai            | 3. Etappe Giro d’Italia        | Marcel Kittel       |
| 14. Mai           | 8. Etappe Giro d’Italia        | Gianluca Brambilla  |
| 26. Mai           | 18. Etappe Giro d’Italia       | Matteo Trentin      |
| 14. Juni          | 4. Etappe Tour de Suisse       | Maximiliano Richeze |
| 5. Juli           | 4. Etappe Tour de France       | Marcel Kittel       |
| 12. Juli          | 1. Etappe Tour de Pologne      | Davide Martinelli   |
| 13. Juli          | 2. Etappe Tour de Pologne      | Fernando Gaviria    |
| 15. Juli          | 4. Etappe Tour de Pologne      | Fernando Gaviria    |
| 21. August        | 2. Etappe Vuelta a España      | Gianni Meersman     |
| 24. August        | 5. Etappe Vuelta a España      | Gianni Meersman     |
| 28. August        | 9. Etappe Vuelta a España      | David de la Cruz    |
| 4. September      | 15. Etappe Vuelta a España     | Gianluca Brambilla  |
| 19.–25. September | Gesamtwertung Eneco Tour       | Niki Terpstra       |

## Erfolge in der UCI Europe Tour
Bei den Rennen der UCI Europe Tour im Jahr 2016 gelangen dem Team nachstehende Erfolge.
| Datum         | Rennen                                      | Kat. | Sieger             |
| ------------- | ------------------------------------------- | ---- | ------------------ |
| 29. Januar    | Trofeo Pollenca                             | 1.1  | Gianluca Brambilla |
| 4. Februar    | 2. Etappe Valencia-Rundfahrt                | 2.1  | Daniel Martin      |
| 7. Februar    | 5. Etappe Valencia-Rundfahrt                | 2.1  | Stijn Vandenbergh  |
| 17. Februar   | 1. Etappe Volta ao Algarve                  | 2.1  | Marcel Kittel      |
| 20. Februar   | 4. Etappe Volta ao Algarve                  | 2.1  | Marcel Kittel      |
| 24. Februar   | 2. Etappe Tour La Provence                  | 2.1  | Davide Martinelli  |
| 25. Februar   | 3. Etappe Tour La Provence                  | 2.1  | Fernando Gaviria   |
| 27. Februar   | Classic Sud Ardèche                         | 1.1  | Petr Vakoč         |
| 28. Februar   | La Drôme Classic                            | 1.1  | Petr Vakoč         |
| 2. März       | Le Samyn                                    | 1.1  | Niki Terpstra      |
| 31. März      | 3a. Etappe Driedaagse van De Panne-Koksijde | 2.HC | Marcel Kittel      |
| 6. April      | Scheldeprijs                                | 1.HC | Marcel Kittel      |
| 13. April     | Pfeil von Brabant                           | 1.HC | Petr Vakoč         |
| 23. Juli      | 1. Etappe Tour de Wallonie                  | 2.HC | Tom Boonen         |
| 26. Juli      | 4. Etappe Tour de Wallonie                  | 2.HC | Matteo Trentin     |
| 31. Juli      | Prudential RideLondon-Surrey Classic        | 1.HC | Tom Boonen         |
| 5. August     | Dwars door het Hageland                     | 1.1  | Niki Terpstra      |
| 10. August    | 1. Etappe Tour de l’Ain                     | 2.1  | Matteo Trentin     |
| 3. September  | Brussels Cycling Classic                    | 1.HC | Tom Boonen         |
| 4. September  | Grand Prix de Fourmies                      | 1.HC | Marcel Kittel      |
| 5. September  | 2. Etappe Tour of Britain                   | 2.HC | Julien Vermote     |
| 10. September | 7a. Etappe Tour of Britain (EZF)            | 2.HC | Tony Martin        |
| 17. September | Primus Classic Impanis-Van Petegem          | 1.HC | Fernando Gaviria   |
| 9. Oktober    | Paris-Tours                                 | 1.HC | Fernando Gaviria   |

## Erfolge in der UCI Asia Tour
Bei den Rennen der UCI Asia Tour im Jahr 2016 gelangen dem Team nachstehende Erfolge.
| Datum         | Rennen                   | Kat. | Sieger        |
| ------------- | ------------------------ | ---- | ------------- |
| 3. Februar    | 1. Etappe Dubai Tour     | 2.HC | Marcel Kittel |
| 6. Februar    | 4. Etappe Dubai Tour     | 2.HC | Marcel Kittel |
| 3.–6. Februar | Gesamtwertung Dubai Tour | 2.HC | Marcel Kittel |
| 16. Februar   | 1. Etappe Tour of Oman   | 2.HC | Bob Jungels   |

## Erfolge in der UCI America Tour
Bei den Rennen der UCI America Tour im Jahr 2016 gelangen dem Team nachstehende Erfolge.
| Datum       | Rennen                              | Kat. | Sieger             |
| ----------- | ----------------------------------- | ---- | ------------------ |
| 18. Januar  | 1. Etappe Tour de San Luis (MZF)    | 2.1  | Etixx-Quick Step   |
| 19. Januar  | 2. Etappe Tour de San Luis          | 2.1  | Fernando Gaviria   |
| 17. Mai     | 3. Etappe Kalifornien-Rundfahrt     | 2.HC | Julian Alaphilippe |
| 15.–22. Mai | Gesamtwertung Kalifornien-Rundfahrt | 2.HC | Julian Alaphilippe |

## Erfolge in den Nationalen Straßen-Radsportmeisterschaften
Bei den Rennen der jeweiligen Nationalen Straßen-Radsportmeisterschaften 2016 konnte das Team nachstehende Titel erringen.
| Datum      | Rennen                                                | Sieger           |
| ---------- | ----------------------------------------------------- | ---------------- |
| 24. Juni   | Deutsche Meisterschaft – Einzelzeitfahren             | Tony Martin      |
| 24. Juni   | Luxemburgische Meisterschaft – Einzelzeitfahren       | Bob Jungels      |
| 26. Juni   | Luxemburgische Meisterschaft – Straßenrennen          | Bob Jungels      |
| 9. Oktober | UCI-Straßen-Weltmeisterschaft – Mannschaftszeitfahren | Etixx-Quick Step |

## Zugänge – Abgänge
| Zugänge             | Team 2015                   | Abgänge                      | Team 2016                   |
| ------------------- | --------------------------- | ---------------------------- | --------------------------- |
| Laurens De Plus     | Neoprofi                    | Mark Cavendish               | Team Dimension Data         |
| Daniel Martin       | Team Cannondale-Garmin      | Mark Renshaw                 | Team Dimension Data         |
| Davide Martinelli   | Neoprofi                    | Michal Golas                 | Team Sky                    |
| Fernando Gaviria    | Colombia Coldeportes (2013) | Michal Kwiatkowski           | Team Sky                    |
| Marcel Kittel       | Team Giant-Alpecin          | Rigoberto Uran               | Cannondale Pro Cycling Team |
| Maximiliano Richeze | Lampre-Merida               | Carlos Verona (bis 29. Juli) | Orica-BikeExchange          |
| Bob Jungels         | Trek Factory Racing         |                              |                             |
| Rodrigo Contreras   | Colombia Coldeportes (2013) |                              |                             |

## Mannschaft
| Teamkader 2016                                             | Teamkader 2016     | Teamkader 2016     | Teamkader 2016                             |
| Name                                                       | Geburtsdatum       | Land               | Vorheriges Team                            |
| ---------------------------------------------------------- | ------------------ | ------------------ | ------------------------------------------ |
| Julian Alaphilippe                                         | 11. Juni 1992      | Frankreich         | Etixx-iHNed (2013)                         |
| Tom Boonen                                                 | 15. Oktober 1980   | Belgien            | US Postal Service (2002)                   |
| Maxime Bouet                                               | 3. November 1986   | Frankreich         | AG2R La Mondiale (2014)                    |
| Gianluca Brambilla                                         | 22. August 1987    | Italien            | Colnago-CSF Inox (2012)                    |
| Rodrigo Contreras                                          | 2. Juni 1994       | Kolumbien          | Coldeportes-Claro (2015)                   |
| David de la Cruz                                           | 6. Mai 1989        | Spanien            | NetApp-Endura (2014)                       |
| Laurens De Plus                                            | 4. September 1995  | Belgien            | Lotto-Soudal U23 (2015)                    |
| Fernando Gaviria                                           | 19. August 1994    | Kolumbien          | Coldeportes-Claro (2015)                   |
| Bob Jungels                                                | 22. September 1992 | Luxemburg          | Trek Factory Racing (2015)                 |
| Iljo Keisse                                                | 21. Dezember 1982  | Belgien            | Topsport Vlaanderen-Mercator (2009)        |
| Marcel Kittel                                              | 11. Mai 1988       | Deutschland        | Giant-Alpecin (2015)                       |
| Yves Lampaert                                              | 10. April 1991     | Belgien            | Topsport Vlaanderen-Baloise (2014)         |
| Nikolas Maes                                               | 9. April 1986      | Belgien            | Topsport Vlaanderen-Mercator (2009)        |
| Daniel Martin                                              | 20. August 1986    | Irland             | Cannondale-Garmin (2015)                   |
| Tony Martin                                                | 23. April 1985     | Deutschland        | HTC-Highroad (2011)                        |
| Davide Martinelli                                          | 31. Mai 1993       | Italien            | Colpack (2015)                             |
| Gianni Meersman                                            | 5. Dezember 1985   | Belgien            | Lotto-Belisol (2012)                       |
| Maximiliano Richeze                                        | 7. März 1983       | Argentinien        | Lampre-Merida (2015)                       |
| Fabio Sabatini                                             | 18. Februar 1985   | Italien            | Cannondale (2014)                          |
| Pieter Serry                                               | 21. November 1988  | Belgien            | Topsport Vlaanderen-Mercator (2012)        |
| Zdeněk Štybar                                              | 11. Dezember 1985  | Tschechien         | Telenet-Fidea (2011)                       |
| Niki Terpstra                                              | 18. Mai 1984       | Niederlande        | Team Milram (2010)                         |
| Matteo Trentin                                             | 2. August 1989     | Italien            | Marchiol-Pasta Montegrappa-Orogildo (2010) |
| Petr Vakoč                                                 | 11. Juli 1992      | Tschechien         | Etixx-iHNed (2013)                         |
| Guillaume Van Keirsbulck                                   | 14. Februar 1991   | Belgien            | Beveren 2000 (2010)                        |
| Stijn Vandenbergh                                          | 25. April 1984     | Belgien            | Katusha (2011)                             |
| Martin Velits                                              | 21. Februar 1985   | Slowakei           | HTC-Highroad (2011)                        |
| Julien Vermote                                             | 26. Juli 1989      | Belgien            | Beveren 2000 (2010)                        |
| Carlos Verona (1. Jan.–29. Jul.)                           | 4. November 1992   | Spanien            | Burgos BH-Castilla y León (2012)           |
| Łukasz Wiśniowski                                          | 7. Dezember 1991   | Polen              | Etixx (2014)                               |
| Adrien Costa (1. Aug.–31. Dez., Stagiaire)                 | 19. August 1997    | Vereinigte Staaten |                                            |
| Iván García Cortina (1. Aug.–31. Dez., Stagiaire)          | 20. November 1995  | Spanien            | Klein Constantia (2016)                    |
| František Sisr (26. Aug.–31. Dez., Stagiaire)              | 17. März 1993      | Tschechien         | Team Dukla Praha (2015)                    |
|                                                            |                    |                    |                                            |
| Quellen: ProCyclingStats Cycling Quotient Cycling Archives |                    |                    |                                            |